# 장멍쉐
장멍쉐(중국어 간체자: 张梦雪, 정체자: 張夢雪, 병음: Zhāng Mèngxuě, 한자음: 장몽설, 1991년 2월 6일~)는 중화인민공화국의 사격 선수이다. 2016년 하계 올림픽 여자 10m 공기권총 종목에서 금메달을 획득했다.